# Завод турбинных лопаток
Завод турбинных лопаток (сокращённо ЗТЛ, прежнее название — завод «Северная база») — советское и российское энергомашиностроительное предприятие по производству турбинных лопаток для паровых и газовых турбин. Является крупнейшим в России в данной области. Расположено в Санкт-Петербурге. Является филиалом ОАО «Силовые машины» с 2000 года.

## История
В 1964 году была основана «Северная база» — крупное специализированное предприятие по изготовлению турбинных лопаток.
В 1966 году «Северная база» обрела независимость — была выведена из АО ЛМЗ и вновь образованное предприятие стало называться «Ленинградский завод турбинных лопаток».
В 1967 году изготовили первый штамп турбинной лопатки турбины К-300 и первая механически обработанная турбинная лопатка.
К 1970 году ЗТЛ становится основным поставщиком турбинных лопаток по стране.
В 1977 году была изготовлены уникальные турбинные лопатки из титанового сплава для генератора К-1200.
В 1992 году ЗТЛ был преобразован в акционерное общество.
В 1998 году предприятие возглавил выпускник ПИМаш Балашов Александр Петрович.
С 2000 года входит в состав ОАО «Силовые машины».
В 2013 году ПК ЗТЛ возглавил Шур Владимир Владимирович.
В 2018 году ПК ЗТЛ возглавил Петров Евгений Петерович
В мае 2020 года стало известно о пожаре на Заводе турбинных лопаток. Прокуратура Петербурга инициировала проверку.